# Калараши (Молдавија)
Калараши (рум. Călărași) град је у Молдавији, основан 1848. године.
Некада давно, реч „калараши” је значила „коњаник”. Име Калараши потиче из легенде, која каже, да када се једног дана, Стефан III Молдавски борио против Османлија, наредио је пуку коњаника да стоји на стражи. Они су се жртвовали борећи се против Османлија, и коначно, освојили битку.
Град је административни центар каларашког рејона.

## Међународна сарадња
Калараши је побратимљен са:
- Калараши, Румунија